# 닥터 후 스페셜 (2022년)
영국의 SF 드라마 《닥터 후》의 2022년 스페셜 (2022 specials)은 2021년 정규 시즌 시리즈 13에 뒤이어 방송된 세 편의 스페셜 에피소드로 구성된다. 2021년 7월 제작이 처음 발표되어 2022년 1월 1일 신년 특집으로 시작되었으며, 나머지 두 편은 4월 17일 부활절과 10월 23일 BBC 100주년 기념일을 즈음하여 방송되었다. 이번 스페셜은 13대 닥터 역의 조디 휘태커와 총괄프로듀서를 맡은 크리스 칩널의 마지막 시즌이며, 닥터의 여행 동행자인 야스민 칸 (만디프 길)과 단 루이스 (존 비숍)도 마지막으로 출연한다.
세 편의 감독은 아네타 로퍼, 하오루 왕, 제이미 매그너스 스톤이 각각 맡았다. 각본은 크리스 칩널이 전부 맡되, 2편의 경우 엘라 로드와 공동 집필하였다. 엘라 로드의 드라마 참여는 이번이 처음이다. 처음 두 편의 촬영은 시즌 13과 함께 이뤄졌으며 2021년 8월 마무리되었고, 마지막 한 편은 10월에 촬영이 완료되었다.

## 에피소드 목록
| story 번호 | specials 번호 | 제목                       | 감독                 | 작가                   | 본 방송 날짜     | UK 시청자 수 (100만) | AI |
| --- | ------------- | -------------------------- | -------------------- | ---------------------- | ---------------- | -------------------- | -- |
| 298 | 1             | "Eve of the Daleks"        | 아네타 로퍼          | 크리스 칩널            | 2022년 1월 1일   | 430만                | 77 |
| 새해 전야를 앞두고 보관창고를 찾은 '닉'은 창고 주인 '사라'에게 반해 모노폴리 보드게임을 떨어뜨린다. 닥터와 야즈, 댄은 플럭스 사태로 인해 타디스가 손상되자 이를 되살리기 위해 해변가에 착륙하려 시간을 보내려 하지만, 사라의 창고에 대신 착륙하고 타임 루프를 일으키게 된다. 창고에서 일을 끝내고 나오던 닉은 달렉에게 말살되고, 이후 사라와 닥터 일행도 죽음을 맞이한다. 타임 루프가 반복되자 이상한 것을 눈치챈 닥터 일행은 달렉이 닥터를 말살하여 루프가 끝나버리기 전에 이 굴레에서 빠져나올 방법을 찾기 시작한다. 달렉의 처형부대는 루프가 반복될수록 전략을 발전시켜 나가고 있었다. 이후 사라의 직원인 제프가 창고에 폭죽 상자와 폭탄 등의 수상한 물건들을 쌓아두고 있다는 사실을 알아낸다. 루프가 다시 한번 시작되자 닥터 일행은 달렉을 속이기 위해 예상을 깨는 움직임에 나서고, 폭죽상자를 쏘아 창고와 달렉을 일격에 파괴한다. 탈출한 닥터와 나머지 사람들은 타임루프를 끝낸 채 이어지는 불꽃놀이를 지켜본다. |               |                            |                      |                        |                  |                      |    |
| 299 | 2             | "Legend of the Sea Devils" | 하오루 왕            | 엘라 로드, 크리스 칩널 | 2022년 4월 17일  | 347만                | 76 |
| 지자기장의 이상현상으로 1807년 청나라로 날아가버린 타디스. 그곳에서 닥터와 야즈, 댄은 해적여제 '칭 부인'과 항구 마을의 젊은이 '잉 키'를 만난다. 칭은 전설 속의 선원 '지훈'의 잃어버린 보물을 찾고 있었는데, 우연히 날뛰는 바다 괴물 '마르시서스'를 감옥에서 풀어준 상황이었다. 닥터와 야즈는 지훈이 바다의 악마와 계약을 맺었다가 배신당했다는 사실을 알아낸다. 닥터 일행은 바다악마의 해저 은신처에 잠입해 지훈이 건조했던 선함을 검사한다고 속이고, 배에 갇혀 있던 지훈을 찾아서 풀어준다. 한편 잉은 지훈이 믿음직하게 여기던 선원의 후손으로부터 보석 하나를 물려받았는데, 닥터는 마르시서스의 감옥에 남겨진 단서로부터 그 보석은 사실 바다악마가 지구를 물바다로 만들고 식민지화하는데 필요한 것임을 알게 된다. 닥터 일행과 칭, 잉, 지훈은 바다악마들과 칼싸움에 나선다. 이어 닥터는 보석을 써서 바다악마의 계획을 저지하려 하는데 이 과정에서 지훈이 목숨을 바쳐 작전을 성공시킨다. 칭에게는 지훈의 보물이 돌아가고, 댄에게는 다이앤과의 유대감이 한층 쌓이는 와중에, 닥터도 야즈에게 서로간의 감정을 나누기 시작한다. |               |                            |                      |                        |                  |                      |    |
| 300 | 3             | "The Power of the Doctor"  | 제이미 매그너스 스톤 | 크리스 칩널            | 2022년 10월 23일 | 530만                | 82 |
| 닥터와 동행자들이 사이버맨의 공격을 막는 과정에서 댄이 거의 죽을 뻔한 고비를 겪고 집으로 돌아가게 된다. 한편 종족을 배신한 달렉이 닥터에게 연락하여 달렉들을 쓸어버려야 한다고 밝힌다. 그 사이 닥터를 만난 케이트 스튜어트는 닥터의 전 동행자 티건과 에이스와 재회하게 한다. 닥터는 마스터가 사이버맨, 달렉과 연합하여 전세계의 화산을 폭발시켜 인류를 멸망시키려 한다는 것을 깨닫는다. 닥터는 배신자 달렉의 설득에 넘어가지만 이 역시 달렉들이 닥터를 유인하려는 작전의 하나였음이 밝혀진다. 마스터는 닥터의 적 '아샤드'를 티건에게 보내고, 티건은 사이버맨을 UNIT으로 데려오는 포털 역할이 된다. 달렉은 닥터를 마스터에게 데려가 강제로 재생성시키려 한다. 그 사이 인공지능 프로그램으로 구축된 닥터의 주도로 에이스는 닥터의 옛 동행자 그레이엄 오브라이언과 힘을 합쳐 분화 기계를 파괴하고, 티건은 사이버맨 변환기를 파괴, 야즈와 또다른 협력자 빈더는 닥터를 재생성시키려던 마스터를 저지한다. 이 과정에서 마스터는 닥터에게 치명상을 입히고, 재생성을 시작한 닥터는 야즈에게 이대로 끝내긴 싫다며 마지막 시간을 보낸 뒤 집으로 떠나보낸다. 14대 닥터로 재생성한 닥터는 자신의 모습이 10대 닥터의 외형과 똑같다는 사실을 알고 충격에 빠진다. |               |                            |                      |                        |                  |                      |    |

## 출연
세 에피소드 모두 13대 닥터 역의 조디 휘태커가 출연하며, 마지막화를 끝으로 조디 휘태커는 닥터 역에서 하차한다. 만딥 길과 존 비숍은 야스민 칸과 단 루이스 역으로 각각 복귀한다. 신년 특집 "Eve of the Daleks"에서는 에이즐링 비와 아자니 샐먼이 게스트로 출연하며 폴린 맥린도 출연한다. 두번째 스페셜인 "Legend of the Sea Devils"에서는 크리스탈 유가 해적여왕 마담 칭으로 출연하며, 아서 리와 말로 챈리브스도 함께 출연한다.
마지막 스페셜인 "The Power of the Doctor"의 경우 예고편을 통해 지난 시리즈 13에서 마지막으로 등장했던 제이컵 앤더슨이 빈더 역으로, 제마 레드그레이브가 케이트 스튜어트 역으로 다시 출연한다는 사실이 밝혀졌다. 여기에 시리즈 12에서 마지막으로 출연했던 사샤 다완이 마스터 역으로, 패트릭 오케인이 아샤드 역으로 다시 복귀한다. 한편 조디 휘태커의 하차와 더불어 야스민 칸 역의 만딥 길 역시 2022년 5월 3일 드라마에서 하차한다고 밝혔다.
이후 "The Power of the Doctor"는 방영일자가 다가오면서 단순한 재생성 에피소드 그 이상의 캐스팅이 이뤄졌음이 밝혀졌다. 우선 5대 닥터의 동행자였던 티건 조반카와 7대 닥터의 동행자였던 에이스 역의 재닛 필딩과 소비 올드레드가 수십년 만에 조연으로 출연하게 되었다. 올드 시즌의 동행자가 뉴 시즌에 출연하게 된 것은 시즌 2부터 2010년 스페셜까지 출연한 사라 제인 스미스 역의 엘리자베스 슬레이든 이후 처음 있는 일이다. 에피소드가 방영되면서, 미리 공개된 두 사람 이상의 여러 동행자는 물론 닥터까지 캐스팅되었음이 밝혀졌다. 자세한 캐스팅에 대해서는 에피소드 문서를 참고하라.

## 제작

### 기획
2021년 7월 29일, BBC는 주연인 조디 휘태커와 총괄 프로듀서이자 쇼러너로서 드라마를 이끌고 있는 크리스 칩널이 2022년 스페셜을 끝으로 하차한다고 발표하였다. 칩널은 첫 시즌 제작에 앞서 조디 휘태커와 했었던 '시즌 3개 만들고 하차'는 약속에 따라 두 사람의 하차도 예정되어 있었다고 밝혔다. 이 2022년 스페셜의 처음 두 에피소드는 시즌 13의 8개 에피소드의 일부로 제작된 것이며, 2022년에 방영될 것으로 처음부터 계획되어 있었다. 여기에 세번째 스페셜 에피소드는 BBC 창립 100주년을 기념하여 영화급 분량으로 별도 기획된 것으로, 조디 휘태커의 재생성 에피소드로 예정되었다. 이와 함께 BBC는 마지막 에피소드를 "장대한 블록버스터 스페셜"로 소개하였다. 한편 칩널과 함께 총괄 프로듀서를 맡고 있는 맷 스트리븐스 역시 제작 완료와 함께 드라마에서 하차할 것이라는 소식이 발표되었다.
이후 크리스 칩널은 마지막 스페셜 에피소드의 포스트프로덕션 작업이 해를 넘겨 2022년까지 계속될 예정이라며, 가제는 '100주년 스페셜' (the Centenary Special)이라고 밝혔다. 특수효과 편집자를 맡은 에밀리 로렌스 역시 2022년 1월 시점에서도 CG 작업을 계속 진행 중이라고 밝혔다. 2022년 7월에는 공동 총괄 프로듀서 니키 윌슨 역시 BBC 100주년 특집을 끝으로 드라마에서 하차한다고 밝혔다. 니키 윌슨은 "The Sontaran Stratagem" (2008)과 스핀오프 드라마 〈사라 제인 어드벤처〉의 제작에 참여한 바 있다.

### 각본
크리스 칩널은 이번 스페셜 시즌에서도 선임작가를 맡게 되었다. 첫번째 에피소드인 신년 특집 에피소드에서는 지난 신년 특집인 "Resolution" (2019), "Revolution of the Daleks" (2021)에서 출연했던 달렉이 다시 등장해, 느슨하게 이어지는 3부작을 완성시킬 것이라고 밝혔다. 이어지는 두번째 에피소드에서는 엘라 로드와 각본을 공동 집필하며, 올드 시즌의 〈Warriors of the Deep〉 (1984)에서 마지막으로 모습을 비췄던 바다 악마들을 다시 다룰 예정이라고 밝혔다. 마지막 에피소드인 "The Power fo the Doctor"에서는 달렉과 사이버맨이 동시에 등장한다고 밝혔다.

### 촬영
처음 두 에피소드의 경우 시즌 13의 제작과 함께 촬영이 이뤄졌다. 첫번째 스페셜은 아네타 로퍼가, 두번째는 하오루 왕이 각각 감독을 맡게 되었다. 이들 두 스페셜의 촬영은 2021년 8월에 마무리되었다. 마지막 스페셜인 "The Power of the Doctor"의 감독은 제이미 매그너스 스톤이 맡았으며, 2021년 9월에 촬영작업이 개시되어 10월 13일에 마무리되었다.
프로덕션 단계는 다음과 같다.
| 단계 | 에피소드                   | 감독                 | 각본                  | 프로듀서      |
| ---- | -------------------------- | -------------------- | --------------------- | ------------- |
| 1    | "Eve of the Daleks"        | 아네타 로퍼          | 크리스 칩널           | 셰나 벅토원싱 |
| 2    | "Legend of the Sea Devils" | 하오루 왕            | 크리스 칩널 엘라 로드 | 니키 윌슨     |
| 3    | "The Power of the Doctor"  | 제이미 매그너스 스톤 | 크리스 칩널           | 니키 윌슨     |

### 음악
2022년 7월 20일, 시건 아키놀라는 마지막 스페셜을 끝으로 드라마 음악 제작에 참여하지 않는다고 밝혔다. 아키놀라는 2018년 칩널 체제 출범 이래 머레이 골드의 뒤를 이어 OST를 담당해 왔다.
이번 스페셜에 쓰인 OST 앨범은 3개 CD 분량으로 발매가 예정되어 있다.

## 공개

### 프로모션
시즌 13의 마지막 에피소드인 "The Vanquishers" 방영 직후, 신년 특집 에피소드인 "Eve of the Daleks"의 세부 정보가 공개되었다. 이후 "Eve of the Daleks"가 방영되자마자 그 다음 편인 "Legend of the Sea Devils"의 정보도 공개되었다. 다만 마지막 100주년 특집 에피소드의 경우, "Legend of the Sea Devils"의 방영이 완료된 시점에서도 캐스팅과 세부사항은 물론 제목과 방영일자까지 한동안 공개되지 않았다. 에피소드 제목인 "The Power of the Doctor"는 2022년 9월 14일 닥터 후 매거진의 보도로 처음 공개되었다.
"Legend of the Sea Devils" 방영을 앞두고 홍보의 일환으로 스코틀랜드의 뮤지션인 네이선 에반스가 닥터 후 유튜브 공식 채널에 출연해, 옛 뱃노래인 웰러맨을 커버하였다.

### 방영
세가지 스페셜 에피소드 중 첫번째 에피소드는 2022년 1월 1일 신년 특집으로 방영되었다. 두번째 에피소드는 2022년 4월 17일 부활절 특집으로 방영되었으며, 세번째이자 마지막 에피소드는 2022년 10월 23일 BBC 100주년 기념으로 방영되었다.

### DVD
닥터 후의 홈비디오 목록

## 반응

### 평가
평론 사이트 로튼 토마토에서는 첫번째 에피소드 "Eve of the Daleks"에 대해 11명이 참여해 82%의 신선도를 보이고 있으며, 평균 평점은 10점 만점에 7.20점을 기록중이다. 로튼 토마토의 한줄평은 "자급자족하는 긴 이야기 속에서 색다른 분위기를 찾는 신년 특집으로 닥터후가 스케일을 키워 돌아왔고 한껏 나아졌다"이다. 두번째 에피소드 "Legen of the Sea Devils"의 경우 7명이 참여해 57%의 신선도를 보이며, 평균 평점은 10점 만점에 4.90점을 보이며 부정적인 평가를 받았다.